# Closterocerus cinctipennis
Closterocerus cinctipennis är en stekelart som beskrevs av William Harris Ashmead 1888. Closterocerus cinctipennis ingår i släktet Closterocerus och familjen finglanssteklar. Inga underarter finns listade i Catalogue of Life.